# Polinomio de Bernstein
Los polinomios de Bernstein o polinomios en la base de Bernstein son una clase particular de polinomios en el campo de los números reales, que son utilizados dentro del ámbito del análisis numérico. El nombre hace referencia al matemático ucraniano Sergei Natanovich Bernstein.
El algoritmo de evaluación más numéricamente estable es el de
De Casteljau.

## Definición
Un polinomio de Bernstein {\displaystyle P(x)\,} de orden n aproxima una función {\displaystyle f(x)\,} en un intervalo, mejor cuanto mayor sea n, a partir de esta fórmula:
{\displaystyle P(x)=\sum _{i=0}^{n}{c_{i}B_{i}^{n}(x)}}
donde los {\displaystyle B_{i}^{n}(x)} son elementos de la distribución binomial respecto de la variable {\displaystyle x\,} y los {\displaystyle c_{i}\,} son valores de la función que queremos aproximar.
Para aproximar la función en el intervalo {\displaystyle [0,1]\,} estos elementos toman los siguientes valores:
{\displaystyle c_{i}=f\left({\frac {i}{n}}\right)\qquad {\text{y}}\qquad B_{i}^{n}(x)={n \choose i}x^{i}(1-x)^{n-i}}
(aquí {\displaystyle {n \choose i}} es el coeficiente binomial).
y más en general transformando las ecuaciones para un intervalo {\displaystyle [a,b]\,}, los {\displaystyle B_{i}^{n}(x)_{[a,b]}} se convierten en polinomios de la base de Bernstein:
{\displaystyle c_{i}=f\left(i\,{\frac {b-a}{n}}+a\right)\qquad {\text{y}}\qquad B_{i}^{n}(x)_{[a,b]}={n \choose i}{(x-a)^{i}(b-x)^{n-i} \over (b-a)^{n}}}
Así, la fórmula general desarrollada es:
{\displaystyle P(x)=\sum _{i=0}^{n}{f\left(i\,{\frac {b-a}{n}}+a\right){\frac {n!}{i!(n-i)!}}{\frac {(x-a)^{i}(b-x)^{n-i}}{(b-a)^{n}}}}}

## Propiedades

Polinomios de Bernstein de grado 3.

Para un grado n, existen n+1 polinomios de Bernstein {\displaystyle B_{0}^{n},\dots ,B_{n}^{n}} definidos sobre el intervalo {\displaystyle [a,b]\,} , por
{\displaystyle B_{i}^{n}(x)_{[a,b]}={n \choose i}{(x-a)^{i}(b-x)^{n-i} \over (b-a)^{n}}}
Estos polinomios presentan estas propiedades importantes, que cumplen para cualquier valor de {\displaystyle x\,} en el intervalo {\displaystyle [a,b]\,}
1. Partición de la unidad : {\displaystyle \qquad \sum _{i=0}^{n}B_{i}^{n}(x)=1}
2. Positividad : {\displaystyle B_{i}^{n}(x)\geq 0,\qquad \forall i\in 0\dots n}
3. Simetría : {\displaystyle B_{i}^{n}(x)=B_{n-i}^{n}(1-x),\qquad \forall i\in 0\dots n}

Las dos primeras propiedades nos indican que forman una combinación convexa. 
La modificación por escala y traslación de intervalo no influye sobre los coeficientes del polinomio en cuestión.
Se ha de notar la gran semejanza de estos polinomios con la distribución binomial.
Para el intervalo {\displaystyle [0,1]\,} existe esta fórmula de recurrencia:
{\displaystyle B_{i}^{n}(x)={\begin{cases}(1-x)B_{i}^{n-1}(x),&i=0\\(1-x)B_{i}^{n-1}(x)+xB_{i-1}^{n-1}(x),&i=1\dots n-1\\xB_{i-1}^{n-1}(x),&i=n\end{cases}}}.

## Ejemplo
En el caso de un polinomio de orden {\displaystyle 2} la base en {\displaystyle [0,1]\,} está compuesta de:
- {\displaystyle B_{0}^{2}(x)={2 \choose 0}x^{0}(1-x)^{2-0}=(1-x)^{2}}
- {\displaystyle B_{1}^{2}(x)={2 \choose 1}x^{1}(1-x)^{2-1}=2x(1-x)}
- {\displaystyle B_{2}^{2}(x)={2 \choose 2}x^{2}(1-x)^{2-2}=x^{2}}

Un polinomio expresado en esta base tendría entonces la forma:
{\displaystyle P(x)=c_{0}B_{0}^{2}(x)+c_{1}B_{1}^{2}(x)+c_{2}B_{2}^{2}(x)=f(0)(1-x)^{2}+2f\left({\frac {1}{2}}\right)x(1-x)+f(1)x^{2}}
Si aproximamos {\displaystyle f_{1}(x)=x\,} obtenemos el mismo polinomio: {\displaystyle P_{1}(x)=x\,}
si evaluamos {\displaystyle f_{2}(x)=x^{2}\,} aproxima a: {\displaystyle P_{2}(x)={\frac {x^{2}+x}{2}}\,}
y probando con {\displaystyle f_{3}(x)=e^{x}\,} resulta: {\displaystyle P_{3}(x)=(1-x)^{2}+2{\sqrt {e}}\,x(1-x)+ex^{2}\approx \ 0.421x^{2}+1.29x+1\,}

## Aplicaciones
Los polinomios de Bernstein son utilizados para demostrar el teorema de aproximación de Weierstrass y por esto son también utilizados para efectuar aproximaciones e interpolaciones de funciones como, por ejemplo, la curva de Beziér, así como para la estimación de las funciones de densidad de probabilidad:

Para n que tiende al infinito, el polinomio converge uniformamente hacia la función f (x), o sea
{\displaystyle |B_{n}(x)-f(x)|\leq 5/4\ \omega (f,1/{\sqrt {n}})}
donde
{\displaystyle \omega (f,\delta )=\sup _{|h|\leq \delta }|f(x+h)-f(x)|}, llamado módulo de continuidad.